# (1206) Numerowia
(1206) Numerowia – planetoida z pasa głównego asteroid okrążająca Słońce w ciągu 4 lat i 311 dni w średniej odległości 2,86 au. Została odkryta 18 października 1931 roku w Landessternwarte Heidelberg-Königstuhl w Heidelbergu przez Karla Reinmutha. Nazwa planetoidy pochodzi od Borisa Numerowa (1891-1941), rosyjskiego astronoma. Przed nadaniem nazwy planetoida nosiła oznaczenie tymczasowe (1206) 1931 UH.